# Kárpátalja éghajlata
Kárpátalja éghajlata mérsékelt. A domborzata miatt éghajlata sem egységes. A Tiszai-síkság területén, és a völgykapukban, a Kárpáti-völgység medencéiben a kontinentális hatás érvényesül bőséges csapadékkal, míg a hegységekben a hűvösebb, csapadékosabb, változékonyabb hegyvidéki éghajlat a jellemző.
A hőmérséklet magasság szerint változik. A síksági területeken, a vulkáni zóna nyugati lejtőin, az Ung és a Latorca völgyében átlag 9,5 °C az évi középhőmérséklet, 1000 m-en már csak 5 °C, 2000 m-en pedig fagypont körül ingadozik. A legmelegebb hónap a július, középhőmérséklete a síkságokon, medencékben 18-20 °C, a hegységekben 6 és 13 °C között változik. A leghidegebb a január, középhőmérséklete a Tiszai-síkságon –3-4 °C, a hegyekben –5 és –6 °C. Az abszolút maximumok 36-41 °C, az abszolút minimumok –32,39 °C között változnak. Abszolút évi hőingás az egész területen 68-70 °C között van. A hegységekben a napi hőmérséklet ingadozása jelentős (10-15 °C). A hőmérséklet-különbség nyáron sokkal magasabb, mint télen. Júliusban, augusztusban gyakori a kora reggeli órákban a 6-8 °C-os hőmérséklet, sőt a gyephavasokon, a folyók forrásvidékének rétjein gyakran lehet látni harmat helyett a dér csillogását a fűszálakon. Nem ritka a nagy hőmérsékleti ingadozás napközben sem. Előfordul, hogy tikkasztó hőségben (26-27 °C) egyszer csak beborul, gyorsan elered az eső, néhány perc leforgása alatt zuhanásszerűen csökken a hőmérséklet, ami akár 15-20 °C-kal is kevesebb lehet. Gyakoriak a hegyvidéken az olyan mély völgyek, medencék, amelyek fagyzugosak a bennük összetolódó magas nyomású hideg levegő miatt.
A meleg időszak meghaladja a 9 hónapot. Tavasszal a sarki eredetű légtömegek fagyokat okoznak, az ősz rendszerint meleg, száraz és napos.
A csapadék mennyisége az orografikus viszonyoknak megfelelően nyugatról kelet felé növekszik. Az Alföld peremén az évi csapadékmennyiség 600-700 mm, míg a magashegységekben 1000-1500 mm esik. A belső medencékben 700-800 mm csapadék hull. A csapadék évi járását a nyári maximum és a téli minimum jellemzi. A hótakarós napok száma a hegyvidéken 80-160 között változik, a síksági területeken azonban csak 25-30 körül van. A hótakaró vastagsága a vulkáni övezettől nyugatra 30-40 cm, a hegyekben ennél jóval vastagabb. Legtöbb helyen meghaladja az 1 m-t, sőt a homokkő övezet magasabb részein eléri a 150-200 cm vastagságot is.